# Максиміліан Євген Австрійський
Максиміліан Євген Австрійський (нім. Maximilian Eugen von Österreich, повне ім'я Максиміліан Євген Людвіг Фрідріх Філіп Ігнатіус Йозеф Марія , нім. Maximilian Eugen Ludwig Friedrich Philipp Ignatius Joseph Maria von Österreich; 13 квітня 1895 — 19 січня 1952) — австрійський ерцгерцог з династії Габсбургів, син ерцгерцога Отто Франца Австрійського та саксонської принцеси Марії Йозефи.

## Біографія
Максиміліан Євген народився 13 квітня 1895 року у Відні. Він був молодшим сином австрійського ерцгерцога Отто Франца та його дружини Марії Йозефи Саксонської. Старшому брату Карла Францу вже йшов восьмий рік. Батько вів розгульне життя і вдома бував рідко. Матір, глибоко релігійна жінка, намагалася тримати дітей подалі від нього і виховати їх у дусі суворої моральності. Отто помер, коли Максиміліану було 11 років. 

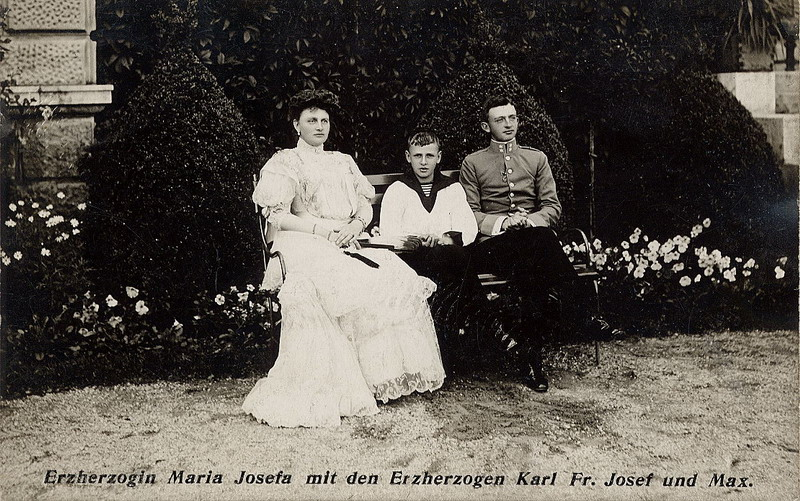
Із матір'ю та братом

У 1915 році отримав орден Золотого руна. Під час Першої світової проходив військову службу. Після смерті Франца Йосифа I, Карл став імператором і відкликав Максиміліана до Відня.
У віці 22 років пошлюбився із 20-річною принцесою з дому Гогенлое-Вальденбург Францискою. Весілля відбулося 27 листопада 1917 у Лаксенбурзі. У подружжя народилися двоє синів. Після розпаду Австро-Угорської імперії Максиміліан із родиною виїхав з країни. Жив у Франції під псевдонімом «граф Вернберг». Закінчив факультет права і став доктором юридичних наук.

## Родина
Дружина — Франциска Гогенлое-Вальденбурзька
Діти:
- Фердинанд (1918—2004) — був одружений з Оленою Тьоррінг-Єттенбаською, мав двох доньок і сина;
- Генріх (1925—2014) — був одружений з графинею Людмилою фон Ґален, мав трьох синів і доньку.